# Distretto di Pocrí
Il distretto di Pocrí è un distretto di Panama nella provincia di Los Santos con 3.259 abitanti al censimento 2010

## Geografia antropica

### Suddivisioni amministrative
Il distretto è suddiviso in cinque comuni (corregimientos):
- Pocrí
- El Cañafístulo
- Lajamina
- Paraíso
- Paritilla